# Guermange
Guermange est une commune française du Nord-Est de la France dans le département de la Moselle, en région Grand Est.
Cette commune se trouve dans la région historique de Lorraine et fait partie du pays de Sarrebourg.

## Géographie
Située au bord de l'étang de Lindre, la commune fait partie du parc naturel régional de Lorraine et de la ZNIEFF du pays des étangs. Elle est traversée par le Gros Ruisseau qui alimente l'étang de Lindre.

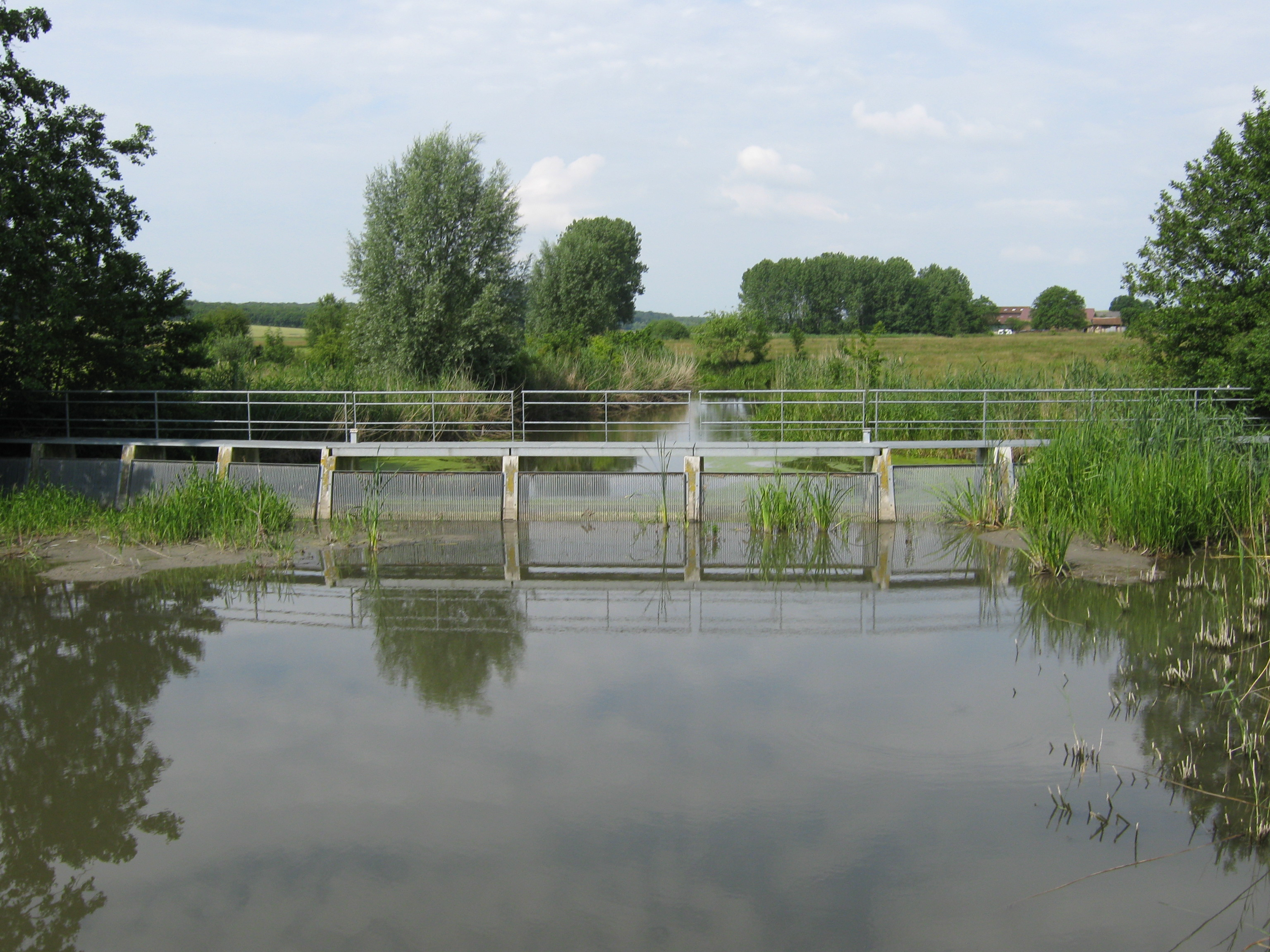
Vue du Gros ruisseau, commune de Guermange.

Écarts et lieux-dits : Naker.
| Zommange     | Rorbach-lès-Dieuze |               |
| Lindre-Basse | Guermange          | Belles-Forêts |
| Tarquimpol   | Assenoncourt       | Desseling     |

### Hydrographie
La commune est située dans le bassin versant du Rhin au sein du bassin Rhin-Meuse. Elle est drainée par le ruisseau de l'étang de Nolweiher, le ruisseau du Moulin, le ruisseau de l'Étang de Guemelbruch, le ruisseau de l'Étang de la Justice, le ruisseau des Bonnetiers, le ruisseau du Breuil et le ruisseau du Haut Etang.
Le ruisseau de l'étang de Nolweiher, d'une longueur totale de 12,9 km, prend sa source dans la commune de Belles-Forêts et se jette  dans la Seille à Lindre-Basse, après avoir traversé cinq communes.

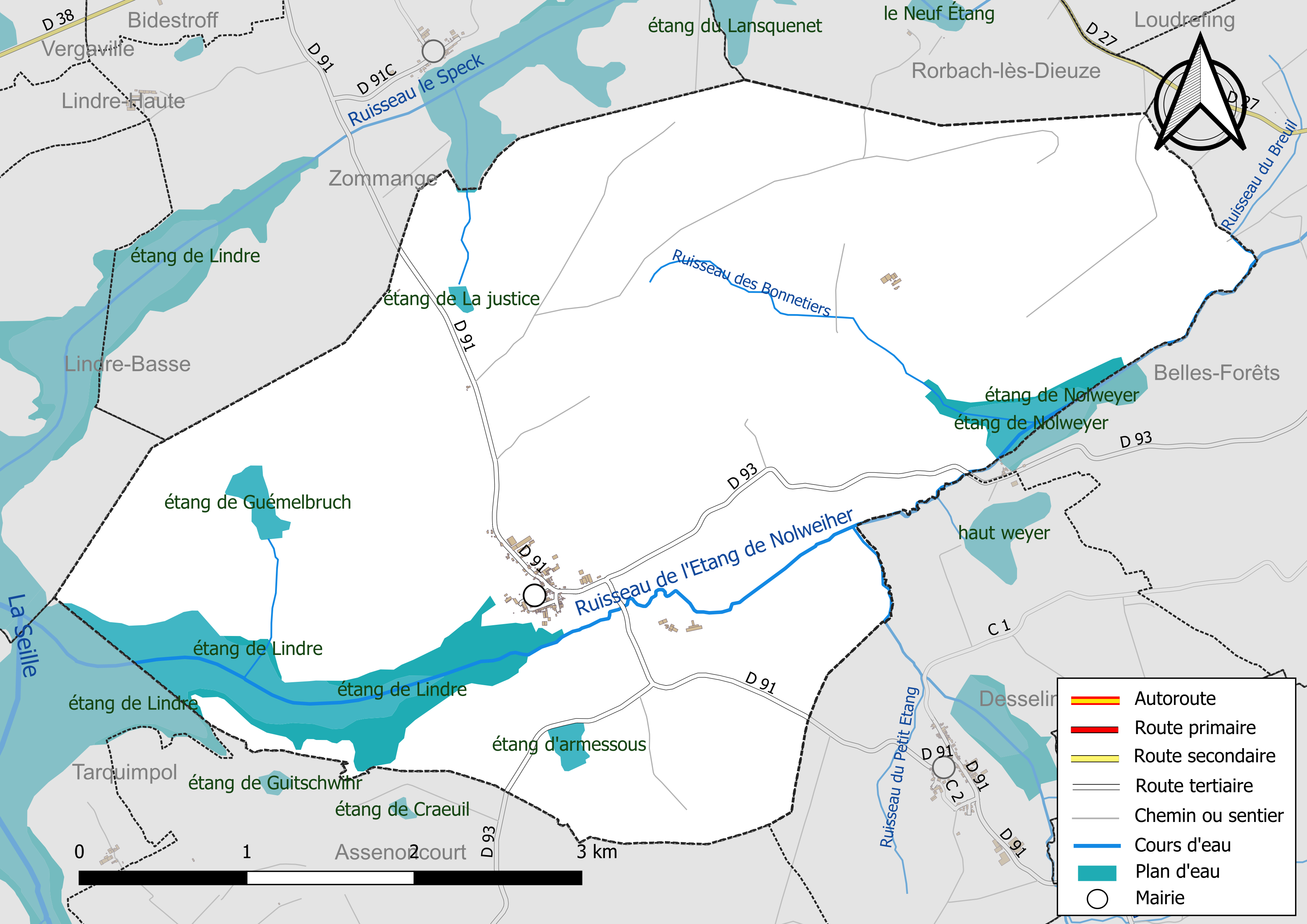
Réseaux hydrographique et routier de Guermange.

La qualité des eaux des principaux cours d’eau de la commune, notamment du ruisseau de l'Étang de Nolweiher, peut être consultée sur un site spécial géré par les agences de l’eau et l’Agence française pour la biodiversité. Ainsi en 2019, dernière année d'évaluation disponible en 2022, l'état écologique du ruisseau de l'Étang de Nolweiher était jugé mauvais (rouge).

### Climat
Pour des articles plus généraux, voir Climat du Grand Est et Climat de la Moselle.
En 2010, le climat de la commune est de type climat des marges montargnardes, selon une étude du Centre national de la recherche scientifique s'appuyant sur une série de données couvrant la période 1971-2000. En 2020, Météo-France publie une typologie des climats de la France métropolitaine dans laquelle la commune est exposée à un climat semi-continental et est dans la région climatique  Vosges, caractérisée par une pluviométrie très élevée (1 500 à 2 000 mm/an) en toutes saisons et un hiver rude (moins de 1 °C). 
Pour la période 1971-2000, la température annuelle moyenne est de 10 °C, avec une amplitude thermique annuelle de 16,9 °C. Le cumul annuel moyen de précipitations est de 803 mm, avec 12,3 jours de précipitations en janvier et 9,2 jours en juillet. Pour la période 1991-2020, la température moyenne annuelle observée sur la station météorologique de Météo-France la plus proche, « Rodalbe », sur la commune de Rodalbe à 15 km à vol d'oiseau, est de 10,6 °C et le cumul annuel moyen de précipitations est de 737,2 mm. 
La température maximale relevée sur cette station est de 38,7 °C, atteinte le 24 juillet 2019 ; la température minimale est de −18,1 °C, atteinte le 26 décembre 2010,,. 
Les paramètres climatiques de la commune ont été estimés pour le milieu du siècle (2041-2070) selon différents scénarios d'émission de gaz à effet de serre à partir des nouvelles projections climatiques de référence DRIAS-2020. Ils sont consultables sur un site spécial publié par Météo-France en novembre 2022.

## Urbanisme

### Typologie
Au 1er janvier 2024, Guermange est catégorisée commune rurale à habitat dispersé, selon la nouvelle grille communale de densité à sept niveaux définie par l'Insee en 2022.
Elle est située hors unité urbaine. Par ailleurs la commune fait partie de l'aire d'attraction de Dieuze, dont elle est une commune de la couronne,. Cette aire, qui regroupe 31 communes, est catégorisée dans les aires de moins de 50 000 habitants,.

### Occupation des sols
L'occupation des sols de la commune, telle qu'elle ressort de la base de données européenne d’occupation biophysique des sols Corine Land Cover (CLC), est marquée par l'importance des forêts et milieux semi-naturels (49,8 % en 2018), une proportion sensiblement équivalente à celle de 1990 (50 %). La répartition détaillée en 2018 est la suivante : 
forêts (41,7 %), terres arables (30,9 %), prairies (11 %), milieux à végétation arbustive et/ou herbacée (8,1 %), eaux continentales (7 %), zones urbanisées (1,4 %). L'évolution de l’occupation des sols de la commune et de ses infrastructures peut être observée sur les différentes représentations cartographiques du territoire : la carte de Cassini (XVIIIe siècle), la carte d'état-major (1820-1866) et les cartes ou photos aériennes de l'IGN pour la période actuelle (1950 à aujourd'hui).

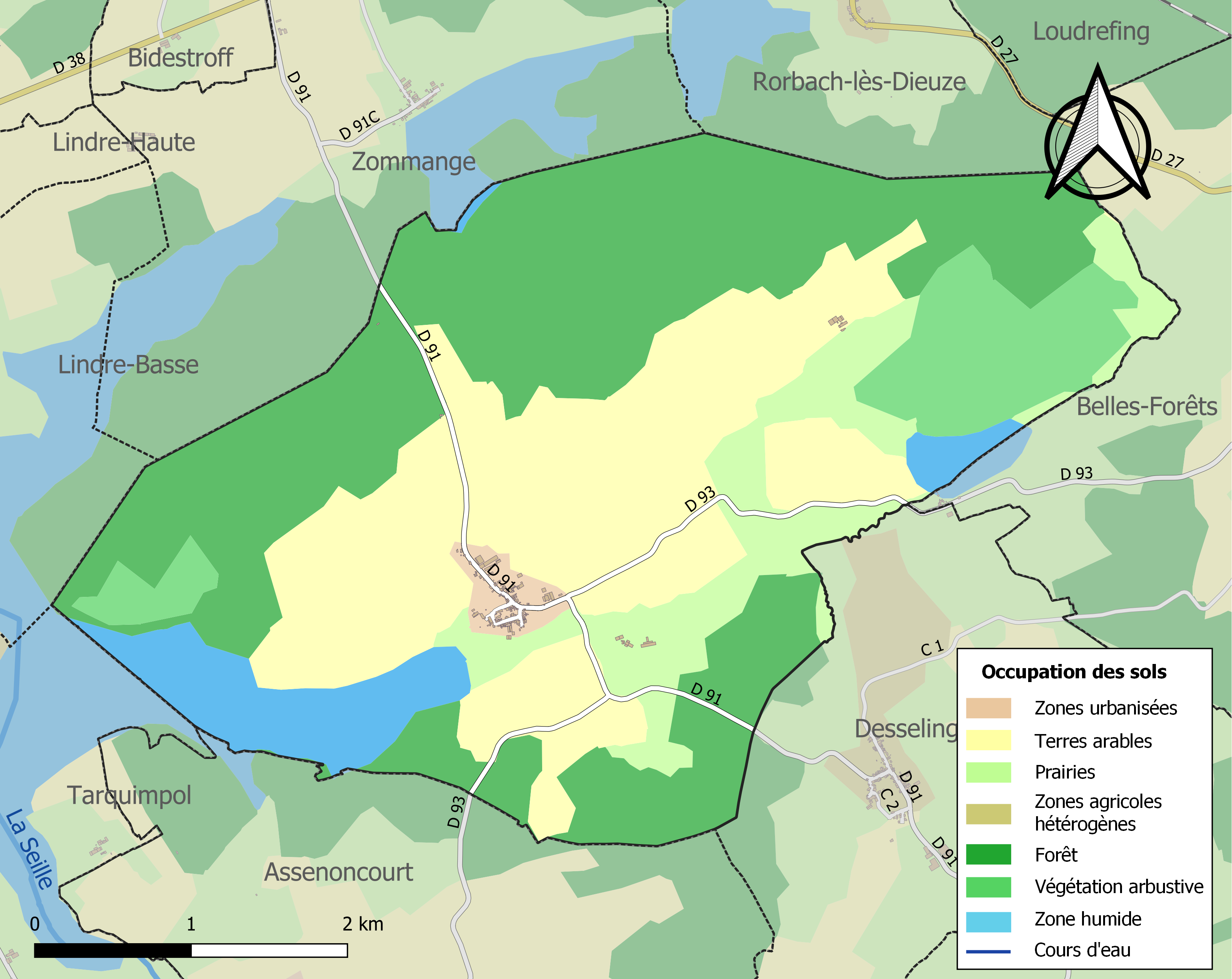
Carte des infrastructures et de l'occupation des sols de la commune en 2018 (CLC).

## Toponymie
- Ancien noms[17] : Grimanga (785)[18], Geremange (1315), Guerminga (1330), Guermanges (1333), Gremanges (1345), Germyngen (1381)[18], Guermenges (1476), Germyngen et Guermyngen (1525), Guermingen (1594), Guermange (1793), Germingen (1871-1918 et 1940-1944).
- Germingen en allemand.

## Histoire
- Origine gallo-romaine.
- Seigneurie et fief épiscopal avec château fort.
- Passa à Martin de Custine en 1561 dont la famille fut propriétaire jusqu'à la Révolution.

## Politique et administration
| Période                                  | Période   | Identité        | Étiquette | Qualité |
| ---------------------------------------- | --------- | --------------- | --------- | ------- |
| Les données manquantes sont à compléter. |           |                 |           |         |
| mars 1971                                | juin 1995 | Marcel Henry    |           |         |
| juin 1995                                | mars 2008 | Roland Schaal   |           |         |
| mars 2008                                | 2009      | Gérard Simerman |           |         |
| 2009                                     | En cours  | Roland Assel    |           |         |

## Démographie
L'évolution du nombre d'habitants est connue à travers les recensements de la population effectués dans la commune depuis 1793. Pour les communes de moins de 10 000 habitants, une enquête de recensement portant sur toute la population est réalisée tous les cinq ans, les populations de référence des années intermédiaires étant quant à elles estimées par interpolation ou extrapolation. Pour la commune, le premier recensement exhaustif entrant dans le cadre du nouveau dispositif a été réalisé en 2007.

En 2022, la commune comptait 93 habitants, en stagnation par rapport à 2016 (Moselle : +0,52 %, France hors Mayotte : +2,11 %).
| 1793 | 1800 | 1806 | 1821 | 1831 | 1836 | 1841 | 1846 | 1851 |
| ---- | ---- | ---- | ---- | ---- | ---- | ---- | ---- | ---- |
| 400  | 442  | 497  | 484  | 631  | 634  | 620  | 635  | 617  |

| 1856 | 1861 | 1871 | 1875 | 1880 | 1885 | 1890 | 1895 | 1900 |
| ---- | ---- | ---- | ---- | ---- | ---- | ---- | ---- | ---- |
| 505  | 480  | 436  | 391  | 386  | 366  | 331  | 322  | 314  |

| 1905 | 1910 | 1921 | 1926 | 1931 | 1936 | 1946 | 1954 | 1962 |
| ---- | ---- | ---- | ---- | ---- | ---- | ---- | ---- | ---- |
| 299  | 283  | 244  | 224  | 221  | 212  | 200  | 164  | 149  |

| 1968 | 1975 | 1982 | 1990 | 1999 | 2006 | 2007 | 2012 | 2017 |
| ---- | ---- | ---- | ---- | ---- | ---- | ---- | ---- | ---- |
| 132  | 124  | 132  | 115  | 111  | 93   | 90   | 94   | 93   |

| 2022 | - | - | - | - | - | - | - | - |
| ---- | - | - | - | - | - | - | - | - |
| 93   | - | - | - | - | - | - | - | - |

## Culture locale et patrimoine

### Lieux et monuments

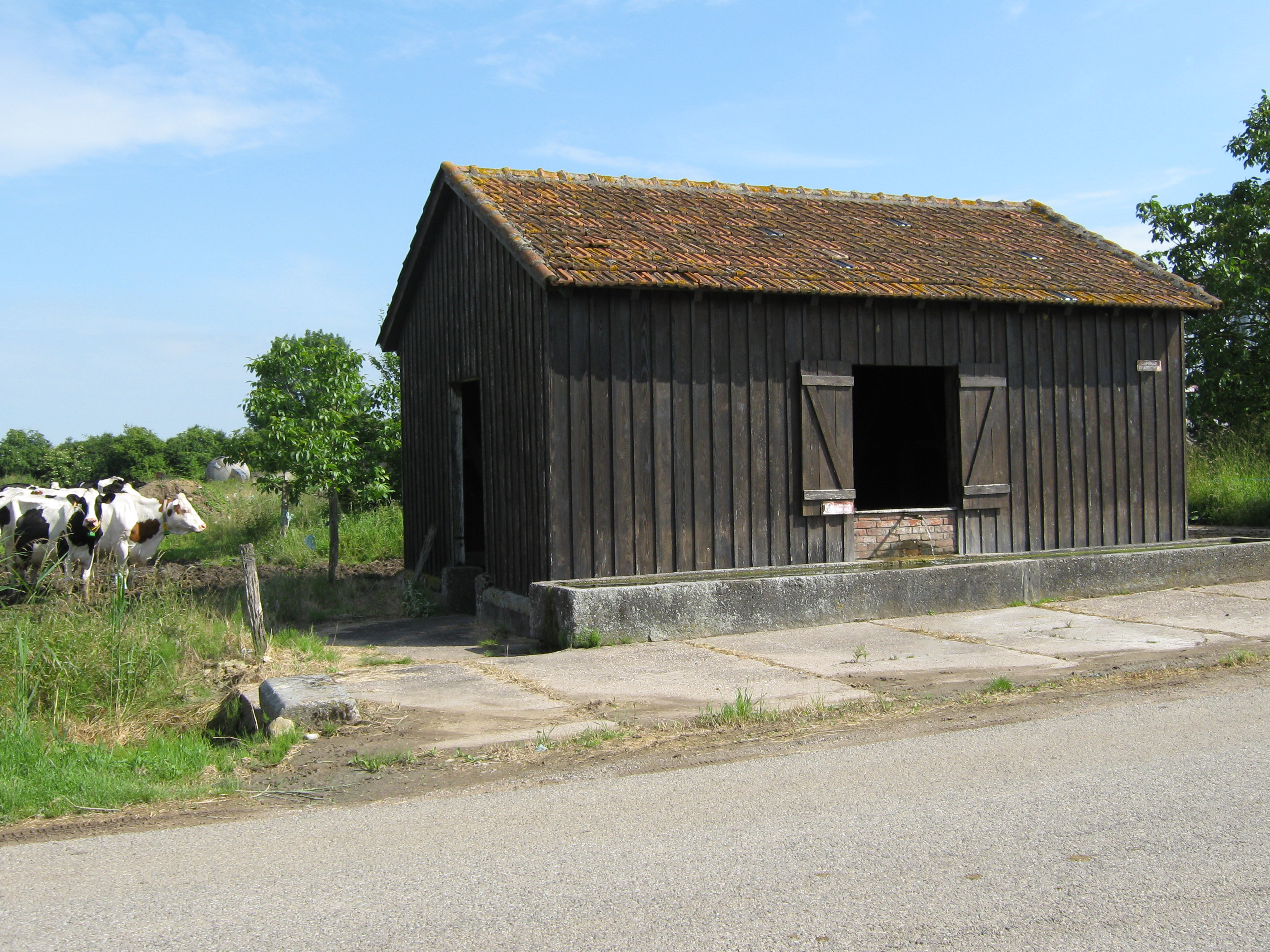
Le lavoir.
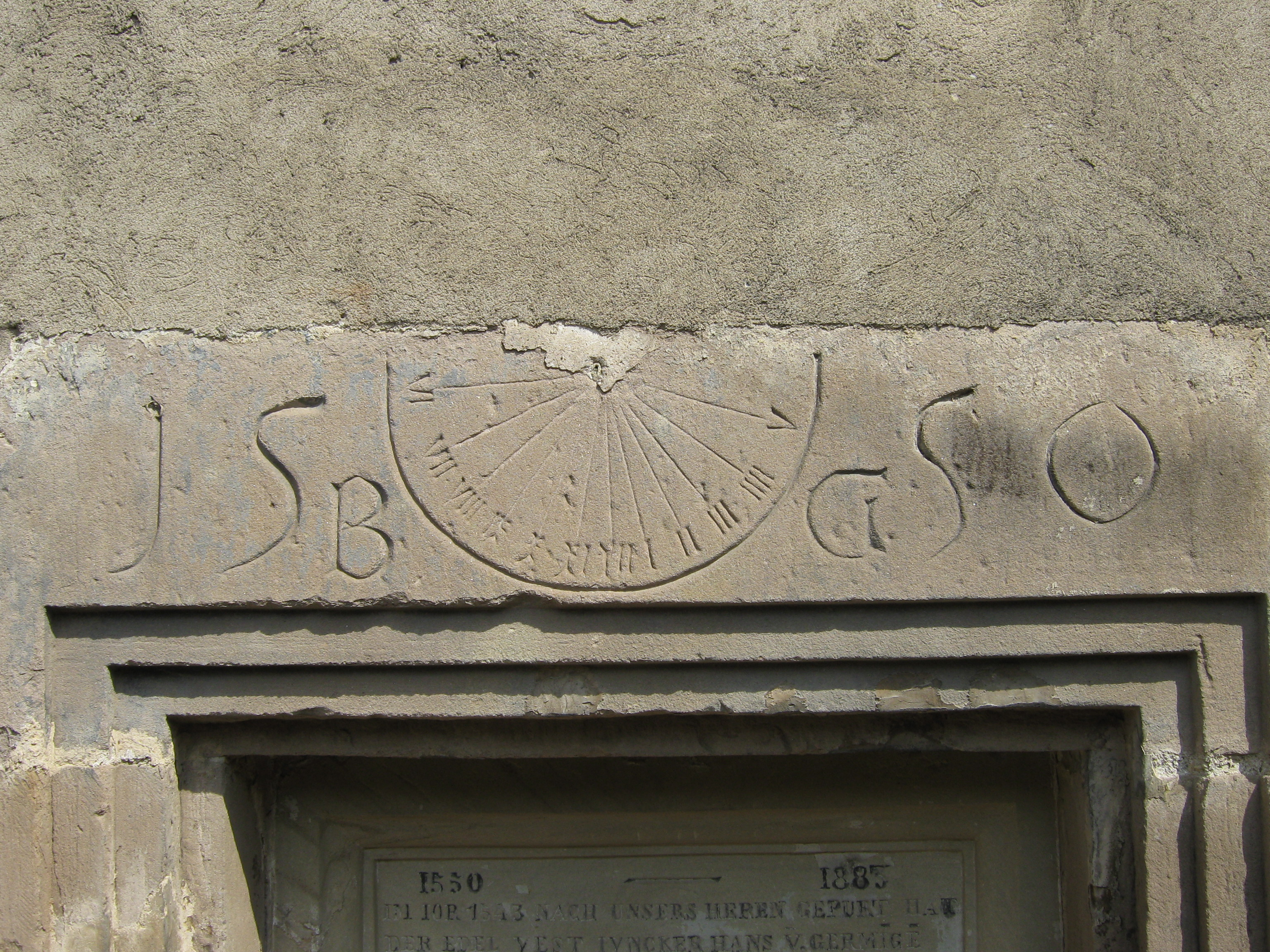
Cadran solaire derrière l'église Saint-Pierre-et-Saint-Paul.

#### Édifices civils
- Traces d'une voie romaine.
- Ruines d'une maison forte du XIVe siècle, remaniée au XVe siècle, reconstruite aux XVIIIe et XIXe siècles : fossé, pigeonnier, petites tours de l'ancien château ; deux pavillons d'angle du parc.
- Château de Guermange dont les façades et les toitures des deux pavillons d'angle du parc sont inscrits au titre des monuments historiques depuis le 26 décembre 1980[23].
- Lavoir en bois.

#### Édifices religieux
- Église Saint-Pierre-et-Saint-Paul construite en 1729, transformée en 1905 : fresques du curé, l'abbé Abé, après 1918.
- Chapelle castrale de 1550 avec grande inscription en allemand « en l'an 1543 », porte avec linteau portant 1550 ; cadran solaire.

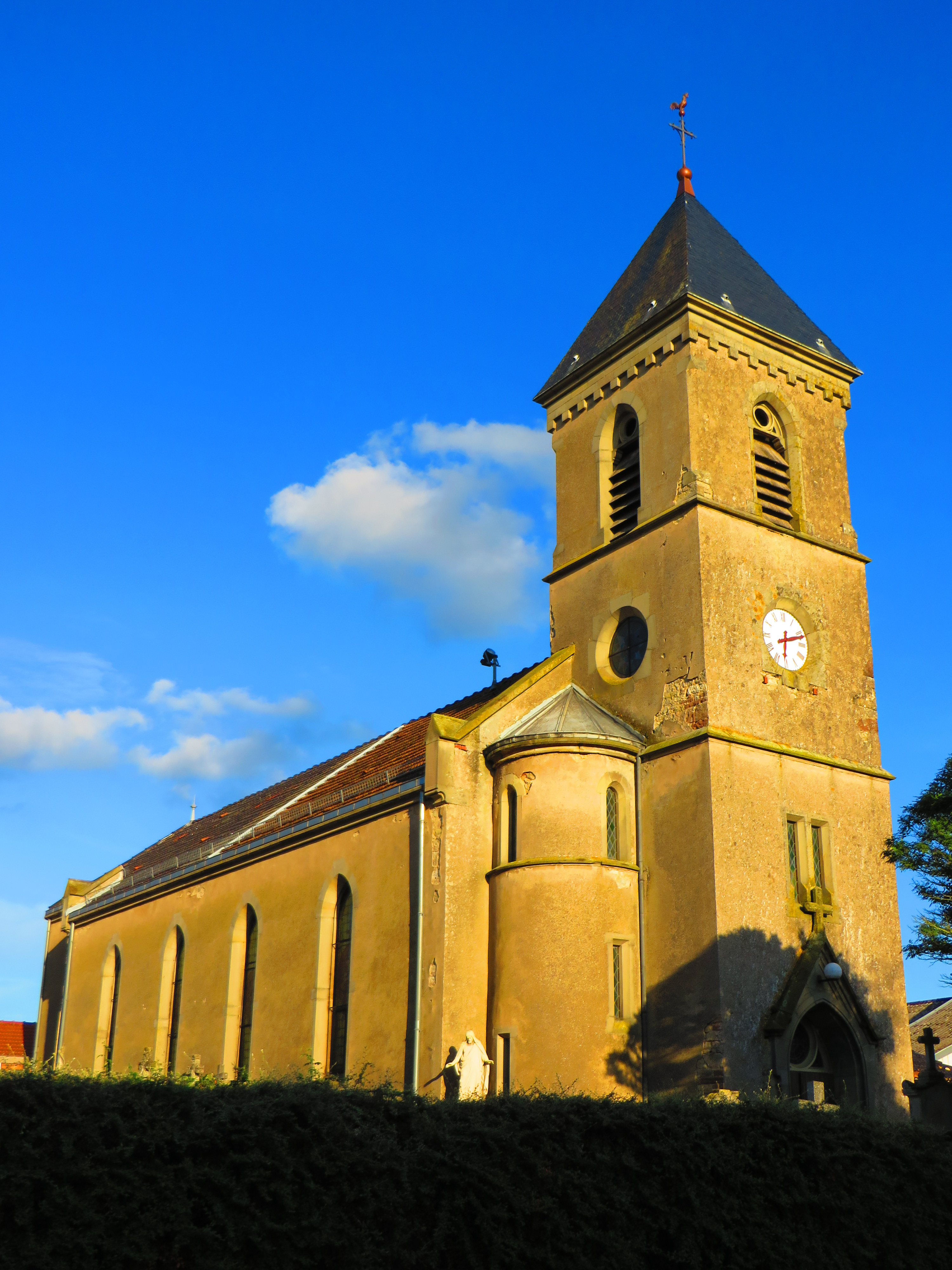
L'église Saint-Pierre-et-Saint-Paul.

### Héraldique
| Blason de Guermange | Blason  | De gueules au croc d'or.                         |
| Blason de Guermange | Détails | Le statut officiel du blason reste à déterminer. |

## Pour approfondir